# 榧 (松型駆逐艦)
榧（かや）は、日本海軍の駆逐艦。艦名は樅型駆逐艦の2番艦「榧」に続いて2代目。松型駆逐艦の11番艦として、舞鶴海軍工廠で建造された。
1944年（昭和19年）9月30日に竣工。訓練部隊の第十一水雷戦隊に編入され、訓練と同時に、僚艦と共に幾度か輸送作戦に従事する空母の護衛任務に就いた。
11月25日、第三十一戦隊隷下の第43駆逐隊に編入された。南西方面に進出後、12月末の礼号作戦に参加して小破した。1945年（昭和20年）1月中旬から舞鶴工廠 と呉工廠で修理をおこなう。4月上旬の大和沖縄特攻作戦では、豊後水道まで第一遊撃部隊を護衛した。戦後は復員輸送に従事する。のちにソ連に引き渡された。

## 艦歴

### 建造
1944年（昭和19年）4月10日、舞鶴海軍工廠で起工。仮称艦名は丁型駆逐艦（一等駆逐艦）第5492号艦。6月20日、「榧」と命名される。同日付で駆逐艦4隻（樫、榧、檜、楓）は松型駆逐艦に類別された。
7月30日、進水。同日付で舞鶴鎮守府籍。
8月15日、舞鶴海軍工廠内で艤装員事務所が事務を開始した。
9月18日、岩淵吾郎少佐が艤装員長に任命される。
9月30日、竣工。岩淵は正式に「榧」艦長となった。

### 南西方面作戦
就役後、訓練部隊で第二遊撃部隊（指揮官：志摩清英第五艦隊司令長官）麾下の第十一水雷戦隊（司令官高間完少将、旗艦「多摩」）に編入される。10月5日に舞鶴を出発して瀬戸内海に回航され、訓練に従事した。10月中旬、第六三四海軍航空隊の九州鹿屋航空基地転進に協力した。
台湾沖航空戦で台湾の第二航空艦隊が消耗したので、大本営海軍部は海上護衛総司令部の空母「海鷹」を航空機輸送任務に投入した。10月25日、松型4隻（榧、樅、梅、桃）は、空母2隻（龍鳳、海鷹）を護衛して佐世保を出撃する。10月27日に基隆に到着した。輸送任務を終えた後は10月30日に基隆を出港して佐世保を経由し、11月2日呉に帰投した。その後は訓練をおこなう。
11月25日付で、第三十一戦隊（司令官江戸兵太郎少将）麾下の第43駆逐隊に編入される。
同日、昭南に向かうヒ83船団を、空母「海鷹」と駆逐艦5隻（卯月型〈夕月、卯月〉、松型〈樅、檜、榧〉）および海防艦複数隻などで護衛して門司を出撃する。高雄到着後、駆逐艦はヒ83船団と別れる。「榧」はマニラ方面へ進出した。
12月13日、陸軍偵察機がミンドロ島を目指す連合軍大部隊を発見し、12月14日をもって第十次多号作戦（駆逐艦「清霜」、松型複数隻等参加予定）は中止された。同日、第38任務部隊（ジョン・S・マケイン・シニア中将）の艦上機はマニラを含めルソン島各地を襲撃した。マニラには、第八次多号作戦に参加して損傷した第43駆逐隊が停泊していた。第43駆逐隊司令菅間良吉大佐は司令駆逐艦を「梅」から「榧」に変更した。空襲を受け、松型3隻（榧、杉、樫）は共にマニラを脱出することとなる。
12月14日20時、南西方面艦隊司令長官大川内傳七中将（南西方面部隊指揮官）は、敵がルソン島に来攻した場合に第二遊撃部隊（第五艦隊）と第三十一戦隊の駆逐艦4隻（梅、榧、杉、樫）で突入作戦を実施させるため、両部隊の南沙諸島進出を命じた。第二遊撃部隊は既にカムラン湾に進出していた。マニラ脱出後の松型3隻（樫、杉、榧）は、ひとまず南沙諸島で様子を伺う事となった。なお北東方面艦隊の解隊にともない第五艦隊は12月5日付で南西方面艦隊に編入され、第五艦隊隷下の第三十一戦隊も自動的に南西方面艦隊所属となった。軍隊区分においては、南西方面部隊の警戒部隊であった。
12月15日、アメリカ軍はミンドロ島に上陸を開始してミンドロ島の戦いが始まる。
12月16日午前8時35分、大川内長官は、南沙諸島に待機中の駆逐艦3隻（樫、榧、杉）によるミンドロ島サンホセへの殴り込み作戦を発令、突撃部隊指揮官は第43駆逐隊司令菅間良吉大佐であった。計画では「マニラへ向かう航路を取りつつカラミアン諸島を背景にサンホセに突入し、突入後はマニラに帰投する」という作戦だった。この時、松型3隻（榧、杉、樫）はカムラン湾入港直前だったという。「樫」は給水ポンプの復旧の見込みが立たず速力は21ノットを出すのがやっと、「杉」は多号作戦での損傷が癒えておらず、「榧」も不具合を抱えていた。夕刻、43駆司令指揮下の3隻（杉、樫、榧）はカムラン湾に入港し、タンカー「日栄丸」（日東汽船、10,020トン）から燃料を補給した。夜、連合艦隊司令部（参謀長草鹿龍之介中将、先任参謀神重徳大佐）は南西方面部隊に対し、第二遊撃部隊のミンドロ島突入を迫った。
12月17日、松型3隻はカムランを出撃したが海上は台風で大荒れだった。午後、菅間司令は突入作戦成功の見込みなしと判断し、サンジャックに移動して修理すると報告した。
12月18日夜、第二遊撃部隊がサンジャックに到着する。菅間司令は指揮下駆逐艦3隻の20日夜突入と「但シ 司令ハ肺浸潤俄カニ重リシトシテ「サイゴン」病院ニ入院」を打電した。「榧」艦長の指揮下で再出撃したが、12月19日午前5時46分になり大川内長官は松型3隻の突入中止と、第二遊撃部隊との合同を命じた。
12月20日、連合艦隊司令部は南西方面艦隊にミンドロ島逆上陸と水上部隊殴り込みを督促した。大川内長官は第二水雷戦隊（司令官木村昌福少将）を中心としてサンホセへの突入作戦を行うよう、志摩中将に命令した。
第二遊撃部隊指揮官（第五艦隊司令長官）は旗艦を重巡「足柄」から航空戦艦「日向」に変更した。
12月21日21時30分、3隻（樫、榧、日栄丸）はサンジャックを出発、翌日夕刻にカムラン湾へ進出した。挺身部隊（指揮官・木村昌福少将）の集結を待ち、12月24日にカムラン湾を出撃して殴りこみ作戦「礼号作戦」が開始された。
ミンドロ島が目前に迫った12月26日夕刻、挺身部隊はミンドロ島に進出したばかりの第5空軍機の空襲を受ける。21時30分には、機銃掃射後の機体の引き起こしのタイミングを誤ったP-38が後マストに当たり、根本から折れる被害が出た。また僚艦「清霜」の被弾（のち沈没）も目撃した。空襲と魚雷艇の襲撃を受けつつもサンホセに接近し、マンガリン湾に潜む4隻のリバティ船に対して、「霞」「樫」とともに魚雷を発射した。いずれの魚雷であるかは判然としないが、魚雷は貨物船「ジェームズ・H・ブリーステッド (SS James H. Breasted) 」に命中して着底させた。作戦を通じ、「榧」では後マスト折損の他に機銃掃射による燃料タンク損傷から罐の一つが使用不能となり、火災が発生する。最大速力が20ノットに下がる損傷を受け、戦死者4名、負傷者17名を出した（岩淵艦長の回想では、戦死者30名以上）。
作戦からの帰途、12月28日午後、南西方面艦隊は松型3隻（榧、樫、杉）を第二遊撃部隊からとりあげ、南西方面部隊警戒部隊に編入した。松型3隻は二水戦から遅れてカムラン湾へむけ航行中、アメリカ潜水艦「デイス (USS Dace, SS-247) 」の雷撃により沈没した給糧艦「野埼」の乗員を発見、救助を実施した。12月29日11時35分、カムラン湾に帰投した。松型3隻は大型艦（足柄、大淀）から燃料を補給した。同日14時、「樫」や大淀等はカムラン湾を出発、12月30日13時サンジャックに到着した。

### 終戦まで
1945年（昭和20年）1月1日、松型3隻（樫、榧、杉）はサンジャックを出港し、香港経由で1月7日に台湾高雄に到着した。
1月8日朝、南西方面艦隊は第三十一戦隊に麾下3隻（梅、樫、杉）のルソン島リンガエン湾突入を促した。1月9日朝、南西方面艦隊は水上部隊のリンガエン湾突入を諦めた。高雄で修理中の「榧」は舞鶴へ帰投することになり、香港で修理中の「梅」も高雄へ移動した。高雄での応急修理の後、「榧」は搭載弾薬を他の艦艇に融通して1月9日に出港し、1月13日に舞鶴に帰投した。「榧」は舞鶴所在の各艦と共に修理を受けた。
同時期、第43駆逐隊司令は菅間大佐から吉田正義大佐に交代した。吉田大佐は松型3番艦「梅」を司令駆逐艦としたが、「梅」はルソン島からの航空隊撤収作戦に従事中、1月31日に沈没した。そのため「榧」は同日付で第43駆逐隊の司令駆逐艦となる。
「榧」が舞鶴で修理中の2月5日、第五艦隊は解隊されて第十方面艦隊が新編され、五艦隊隷下の第三十一戦隊は連合艦隊付属となった（高雄警備府部隊編入）。第三十一戦隊司令部は空路で内地にもどり、松型駆逐艦「竹」や秋月型駆逐艦「花月」（舞鶴工廠で前年12月26日に竣工）に将旗を掲げた。
3月1日、第43駆逐隊司令は吉田大佐から作間英邇大佐に交代した。3月4日、「榧」と海防艦「択捉」は舞鶴を出発する。「榧」は呉に回航され、3月15日まで呉海軍工廠で残りの修理を受ける。
同日付で第三十一戦隊は第二艦隊に編入された。「榧」は3月18日から新旗艦「花月」や三十一戦隊僚艦（杉、樫、桐、槇）とともに第一航空戦隊の戦艦「大和」警戒任務に就いた。
3月19日、米軍機動部隊艦上機による呉軍港空襲がおこなわれた。この戦闘で43駆僚艦「竹」が機銃掃射で若干の被害を受けた。3月28日17時30分、第三十一戦隊（花月、槇、榧）をふくむ第一遊撃部隊は佐世保回航のため呉を出撃したが、直後に回航は中止された。翌日、駆逐艦「響」が機雷で損傷、曳航されて呉に帰投した。
4月5日夕刻、第一遊撃部隊の沖縄出撃が伝達され、第三十一戦隊は出撃各艦に弾薬を移載した。4月6日朝、三十一戦隊3隻（花月、榧、槇）は「大和」および第17駆逐隊（磯風、雪風、浜風）に燃料補給をおこなった。同日15時20分の第一遊撃部隊徳山沖出撃では（大和特攻/坊ノ岬沖海戦）、呉防備戦隊の各部隊や海防艦「志賀」等と協力し、前路掃蕩隊（花月、榧、槇）として豊後水道出口まで第一遊撃部隊に随伴した。16時20分、伊藤中将より帰投命令があり、第三十一戦隊は引き返した。第三十一戦隊は待機部隊に編入され、第十一水雷戦隊司令官の指揮下に入った。
4月20日付で第二艦隊や第二水雷戦隊が解隊されると、第三十一戦隊は連合艦隊付属にもどった。
4月25日、森本義久少佐（当時、海軍兵学校教官） が「榧」艦長に任命された。
5月20日、軽巡「北上」（人間魚雷回天母艦）や駆逐艦「波風」および第三十一戦隊を基幹として海上挺進部隊が新編され、第43駆逐隊の「榧」も同部隊所属となる。出撃の機会はなく、瀬戸内海で訓練と待機の日々を過ごした。燃料の欠乏のため、6月下旬から7月上旬にかけて山口県屋代島の日見海岸に疎開し、松型3隻（榧、槇、竹）は横一列に並んでカモフラージュを施された。対岸でも3隻（花月、桐、蔦）が擬装を施されて碇泊していた。各艦は空襲を受けることなく、そのまま終戦を迎えた。10月5日、除籍。

### 太平洋戦争後
1945年（昭和20年）12月1日に特別輸送艦に指定され、復員輸送に従事、終了後は賠償艦として1947年（昭和22年）7月5日にナホトカでソ連に引渡された。同日、「屹然たる、意志の固い」という意味のヴォレヴォーイ（ロシア語:Волевойヴァリヴォーイ）に改称され、7月7日、艦隊水雷艇（駆逐艦のこと）として第5艦隊へ編入された。1949年2月14日には予備役にまわされた。6月17日には除籍され、武装解除の上で標的艦に類別を変更、名称も「第23標的艦」を意味するTsL-23（ЦЛ-23ツェエール・ドヴァーッツァチ・トリー）に改められた。1953年4月23日には太平洋艦隊に編入された。
1958年6月10日には暖房船（бон-отопитель）に変更され、名称もOT-61（ОТ-61オテー・シヂスャート・アヂーン）となった。1959年8月1日付けで退役し、解体のため資金資産局への引き渡された。1959年9月2日には海軍より除籍された。ヴォレヴォーイの艦名は、30-bis号計画型駆逐艦に受け継がれた。

## 歴代艦長

### 艤装員長
1. 岩淵悟郎 少佐 1944年9月18日[23] - 1944年9月30日[28]

### 駆逐艦長
1. 岩淵悟郎 少佐 1944年9月30日[28] - 1945年4月25日[140]
2. 森本義久 少佐 1945年4月25日[140] - 不明

### 注
1. ↑  
  - 10月下旬、台湾行きの空母2隻（海鷹、龍鳳）を護衛[7]
  - 11月下旬にヒ83船団の空母「海鷹」を護衛[8]
2. ↑  岩淵少佐は1943年（昭和18年）11月5日より駆逐艦「夕凪」艦長だった[24]。
1944年（昭和19年）8月25日、「夕凪」はアメリカ潜水艦「ピクーダ」に撃沈される[25]。岩淵は9月1日付で夕凪駆逐艦長の任を解かれていた[26]。
3. ↑  第三十一戦隊は第五艦隊に編入されていた[42]。
この日、戦隊旗艦「霜月」が潜水艦「カヴァラ」に撃沈され[43]、江戸少将と司令部は全滅した[44]。
後任司令官は鶴岡信道少将で[45]、新司令部は12月上旬に内地で発足、空路でマニラへ進出した[46]。
4. ↑  12月23日には草鹿参謀長、神参謀、淵田航空参謀が空路でマニラに乗り込み、現地陸海軍との調整をおこなった[80][81]。
5. ↑  12月20日時点でサンジャック所在艦艇（足柄、日向、伊勢、大淀、朝霜、清霜、杉、樫、榧、日栄丸など）、サンジャック南南西約330浬に妙高救援部隊[84]（羽黒、妙高、霞、初霜、海防艦千振など）[85]。
6. ↑  1945年（昭和20年）1月から3月にかけて舞鶴海軍工廠が修理した艦艇は、重巡洋艦利根、海防艦（占守、択捉、笠戸）、駆逐艦（朝顔、波風）、潜水艦複数隻など[13][14][110]。
7. ↑  指揮官は第二艦隊司令長官伊藤整一中将[126]
  - 戦艦「大和」（第一航空戦隊）
  - 第二水雷戦隊（軽巡「矢矧」、第7駆逐隊、第17駆逐隊、第21駆逐隊、第41駆逐隊）
  - 第三十一戦隊（花月、榧、槇）
8. ↑  
  - 戦艦「大和」
  - 第二水雷戦隊旗艦「矢矧」
  - 第17駆逐隊（磯風、雪風、浜風）
  - 第21駆逐隊（朝霜、霞、初霜）
  - 第41駆逐隊（冬月、涼月）

[138]。
9. ↑  森本は、駆逐艦「雪風」水雷長、重巡「羽黒」水雷長、駆逐艦「春風」艦長等を歴任していた[141]。